# Nisoldipina
La nisoldipina è un principio attivo della famiglia delle diidropiridine di indicazione specifica contro l'ipertensione.

## Indicazioni
È utilizzato come medicinale in cardiologia contro l'insufficienza cardiaca, l'ipertensione arteriosa ed alcune forme di angina.

## Controindicazioni
La nisoldipina non è indicata nei casi di ipersensibilità al farmaco, stenosi aortica, shock cardiogeno, da non utilizzare in caso di gravidanza o allattamento materno.

## Dosaggi
- Ipertensione, 10 mg al giorno (dose massima 40 mg al giorno)
- Angina, 10 mg al giorno (dose massima 40 mg al giorno)

## Farmacodinamica
I bloccanti dei canali del calcio hanno il ruolo di interferire con il flusso di ioni calcio verso l'interno delle cellule attraverso i canali lenti della membrana plasmatica. I calcioantagonisti hanno un'azione farmacologia predominante in tessuti dove il calcio regola la coppia eccitazione-contrazione, riducendo la contrattilità miocardica e, di riflesso, il tono vascolare diminuito e l'impulso elettrico che circola nel cuore può essere depresso; tali luoghi in cui i calcioantagonisti rivestono un ruolo importante sono le cellule miocardiche, le cellule del sistema di conduzione del cuore e la muscolatura liscia vascolare. Sono dei vasodilatatori arteriosi periferici e coronarici.

## Effetti indesiderati
Alcuni degli effetti indesiderati sono bradicardia, cefalea, dolore addominale, edema gravitazionale, vertigini, nausea, vomito, febbre, neutropenia, ipoglicemia, aritmie, affaticamento, tremore, vasculiti, ipotensione, broncospasmo, iperplasia gengivale, mialgia, dispnea, ginecomastia, dolore toracico, confusione, vampate, sudorazione, pollachiuria.